# Donatien et Rogatien de Nantes
Pour les articles homonymes, voir Saint Donatien et Saint Rogatien.
Donatien de Nantes associé à son frère Rogatien (noms à étymologie latine, donatio, « don », et rogatio, « demande », mais cette consonance ne permet pas d'établir s'il s'agit de « Romains immigrés » ou de « Gaulois romanisés ») sont deux jeunes chrétiens martyrs. Selon la tradition chrétienne, ils sont suppliciés à Nantes, durant le règne de l'empereur Maximien, sans doute en 304, (date du quatrième édit de Dioclétien), pour n'avoir pas voulu renier leur foi. Ils sont couramment appelés les Enfants nantais.
Ce sont des saints chrétiens, fêtés le 24 mai. Saints patrons de Nantes, ils sont vénérés également à Orléans, Plougastel-Daoulas, Ambleville, Laval, Angers, Tours, Chartres, ainsi qu'au Canada et en Océanie, grâce aux nombreux missionnaires nantais.

## Présentation

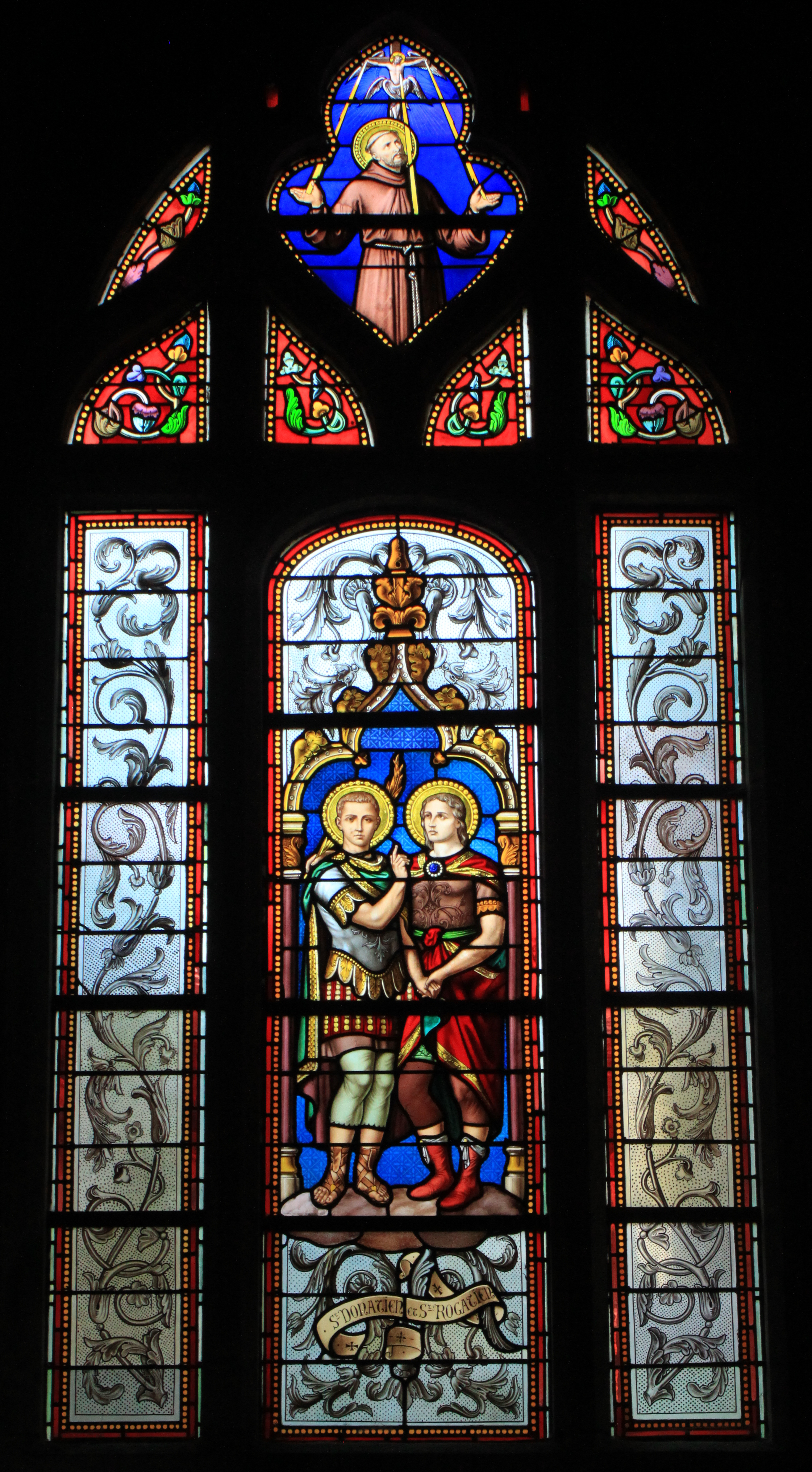
Donatien (associé à la couleur blanche) et Rogatien (associé à la couleur rouge), vitrail de l'église Saint-Guénolé de Batz-sur-Mer.

Leur histoire est connue par un document composé, semble-t-il, au VIe siècle, la Passion des Enfants nantais. Ce récit, du genre littéraire hagiographique et liturgique, doit être pris avec précaution, d'autant plus que son ancienneté et son authenticité ont été l'objet de débats, le moine bénédictin Dom Henri Leclercq allant même jusqu'à écrire que ce document fondateur a été forgé de toutes pièces par Albert de Morlaix, au XVIIe siècle. Ce texte est connu principalement à travers deux éditions concordantes, les Acta Sanctorum des Bollandistes et les Acta martyrum sincera du bénédictin Dom Thierry ; il sert de base à tous les ouvrages postérieurs (à destination liturgique ou non) qui ont ajouté quelques suppléments pour compléter la légende, par exemple la tradition qui rapporte qu'ils sont issus d'une « illustre » famille armoricaine.
Ils seraient les fils d'Aurélien, premier magistrat de la cité, qui réside à l'extérieur de la ville. Donatien, le cadet, est baptisé (probablement par saint Similien, troisième évêque de Nantes, qui leur survécut), alors que son frère aîné, Rogatien, est catéchumène. La propriété familiale, une villa gallo-romaine, abrite d'ailleurs le premier sanctuaire chrétien édifié à Nantes, à l'endroit où s'élève aujourd'hui la basilique Saint-Donatien-et-Saint-Rogatien, construite, selon la tradition, à l'emplacement du tombeau creusé, suivant la coutume, au sein de leur demeure.
Les minutes du procès et le récit du passionnaire racontent que, dénoncés comme chrétiens, ils sont arrêtés et comparaissent devant le préfet impérial, gouverneur de la province, qui leur demande de sacrifier aux idoles. Devant leur refus, ils sont soumis à la torture du chevalet et passent leur dernière nuit à prier ensemble. Rogatien regrette de mourir sans être baptisé mais son frère le rassure, lui disant que le sang de son martyre tiendrait lieu de baptême. Ils sont fouettés, transpercés par la lance d'un licteur et décapités, au matin de l'an 289 ou 304, selon les historiens (un 24 mai, selon la tradition,), en un endroit hors de l'enceinte de la ville. Une tradition situe ce lieu au no 63 de la rue Dufour, dont le parcours correspond à l'ancien tracé de la route venant de Paris, à proximité du lycée Eugène-Livet, non loin de la basilique qui leur est dédiée. Deux croix à écots en granit, dans un enclos, remplacent, en 1896, les deux croix de bois érigées en 1816 qui marquent le lieu traditionnel du supplice des deux frères et qui remplacent elles-mêmes deux croix (antérieures à 1325) détruites et brûlées en 1793. Sur le mur, derrière les deux croix, un médaillon de bronze et une plaque en granit rappellent cette tradition.
Leur culte se répand dans toute la vallée de la Loire, en Bretagne et jusqu'à Orléans, où leurs reliques sont déplacées, au moment des invasions normandes, puis déposées au IXe ou au Xe siècles dans la basilique Saint-Donatien, déplacées en 1092 dans la cathédrale de Nantes dans une châsse en or et argent. Ces reliques sont dispersées au moment de la Révolution, une châsse en bois remplaçant, dès lors, le précédent reliquaire.

## Iconographie

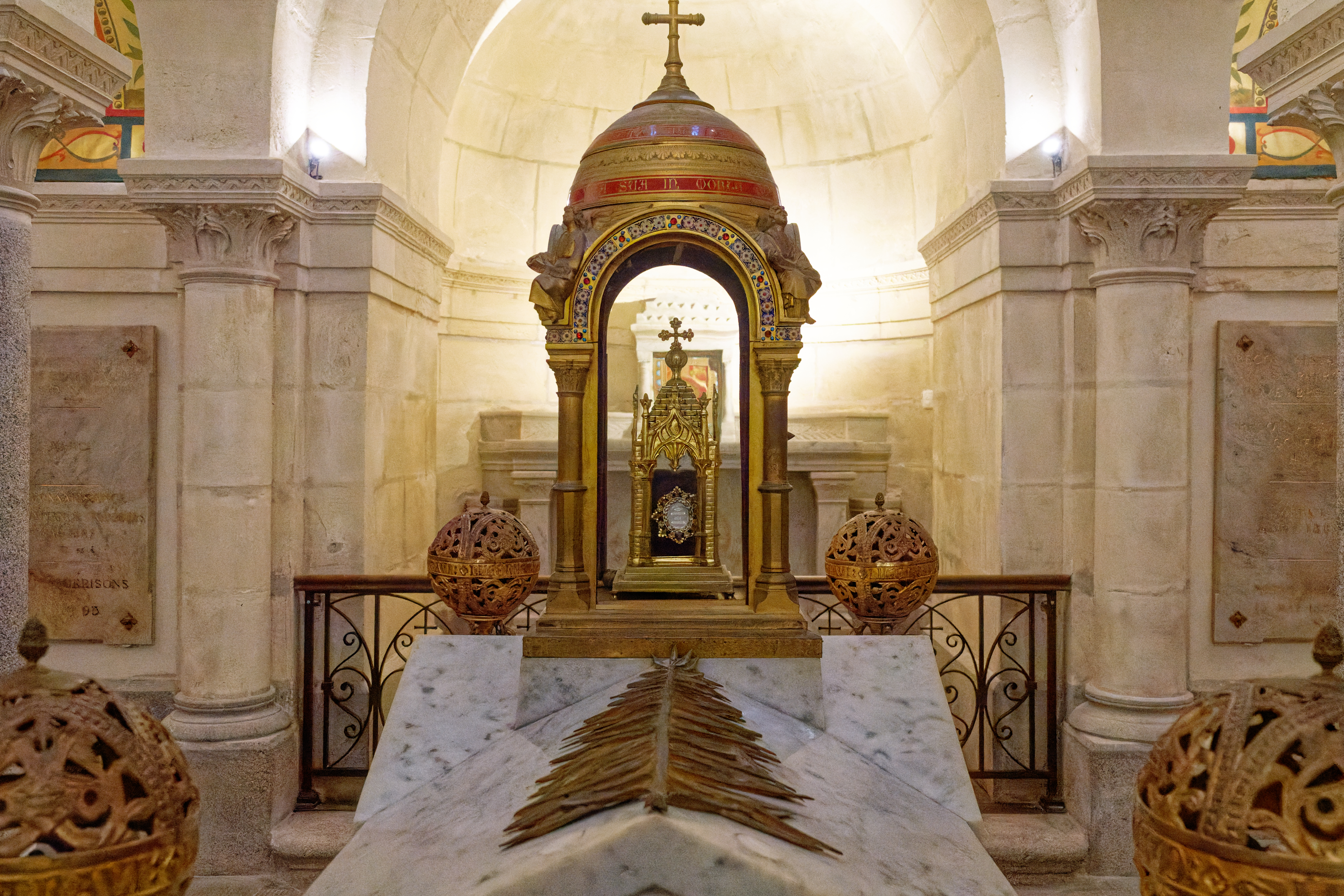
Reliques des saints à la crypte de la basilique Saint-Donatien-et-Saint-Rogatien de Nantes.

Donatien et Rogatien sont souvent représentés ensemble. Bien que Donatien soit l'aîné, les artistes en font des frères jumeaux sur le plan symbolique, à l'instar des héritiers des Dioscures celtes, les duos gémellaires d'évangélisateurs ou de martyrs celtes ou gaulois (Lugle et Luglien, Gervais et Protais, Néventer et Derrien, Mauxe et Vénérand, Médard et Godard) sanctifiés par l'Église ou par le suffrage populaire.
Ils sont traditionnellement représentés en jeunes adolescents, éventuellement enlacés ou unis par le baiser fraternel que Donatien, déjà baptisé, donne à son frère catéchumène, en prison, transmettant ainsi symboliquement ce sacrement à Rogatien avant leur martyre. Ils ont traditionnellement comme attributs les robes (blanche pour Donatien associé également au lys, rouge pour Rogatien, baptisé dans le sang du martyr, associé à la rose) et les palmes du martyre, ainsi qu'une lance qui leur transperce la tête ou la gorge, évoquant la cruauté du bourreau. Par la suite, les sculpteurs et peintres du XIXe siècle ont souvent costumé les deux martyrs nantais qui vivaient à l'époque gallo-romaine en tenues de soldat ou de patricien romain, ce costume se prêtant mieux à la noblesse et au charme de la stature.
Les deux martyrs ont chacun leur statue de part et d'autre du portail principal, dans le narthex de la cathédrale Saint-Pierre-et-Saint-Paul de Nantes, dont un des portails latéraux leur est dédié ; un tableau de Théophile Vauchelet y évoque également leur martyre.

## Galerie

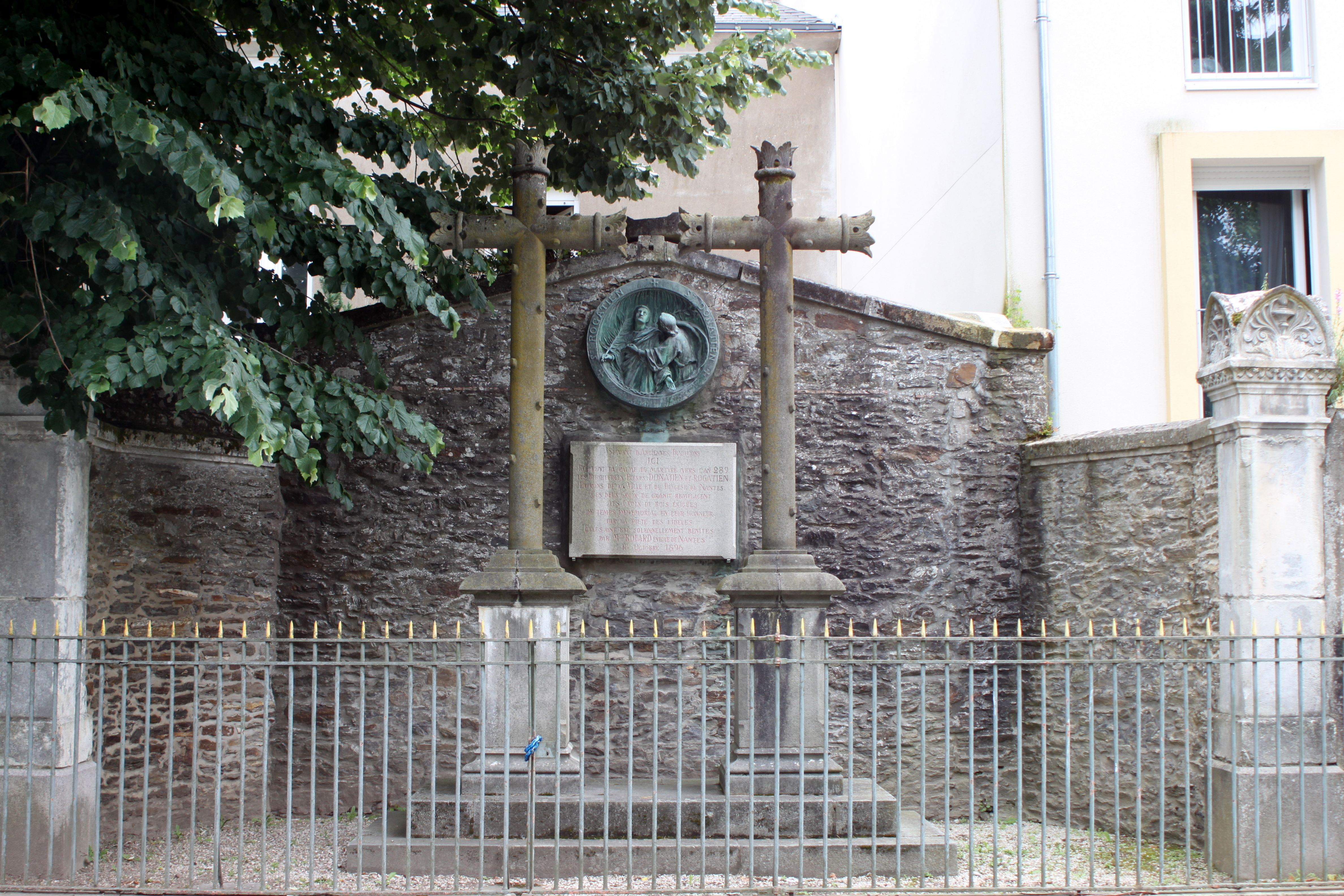
Monument de la rue Dufour, Nantes.
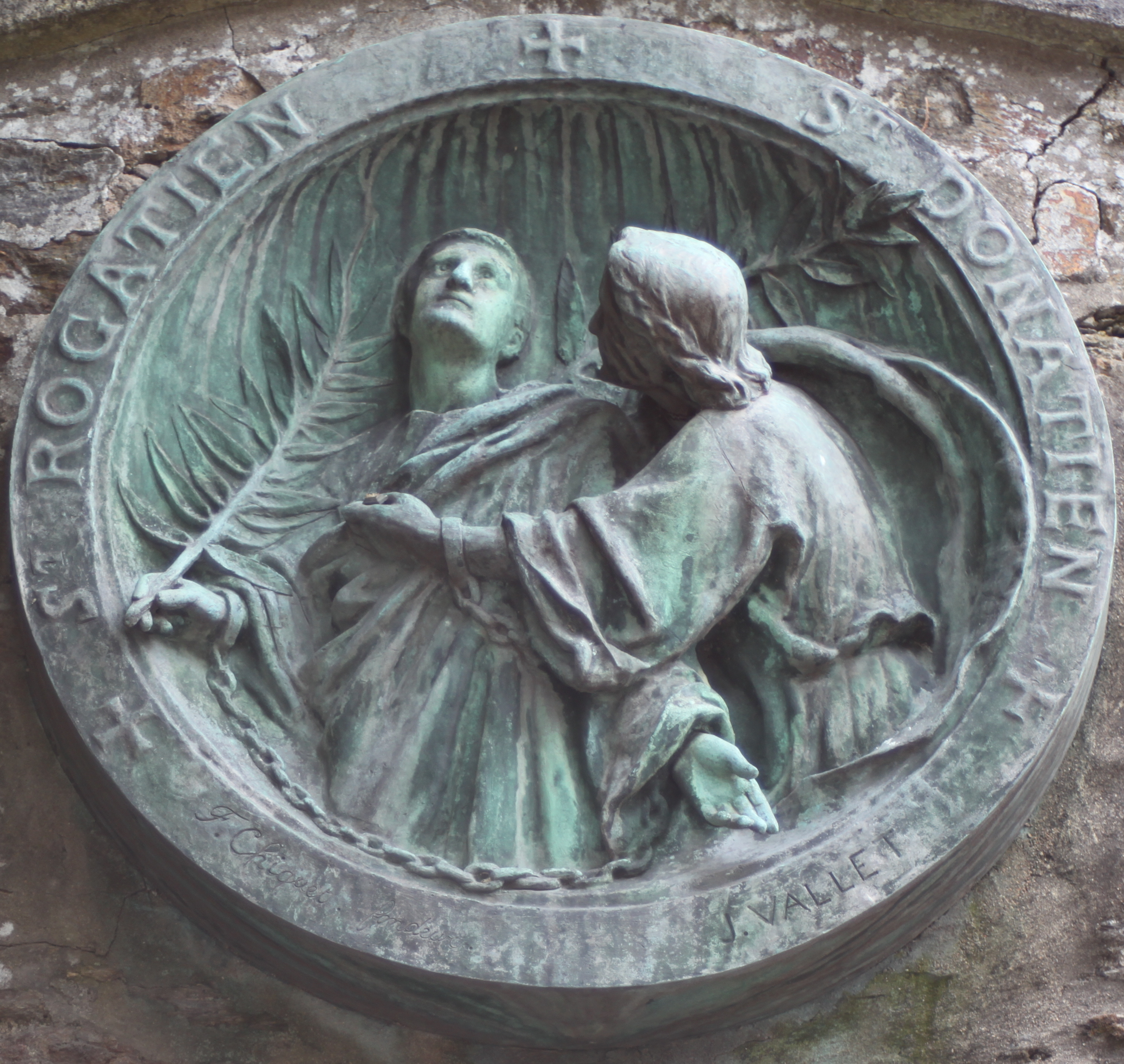
Médaillon en bronze (par Vallet, 1895), du monument de la rue Dufour.
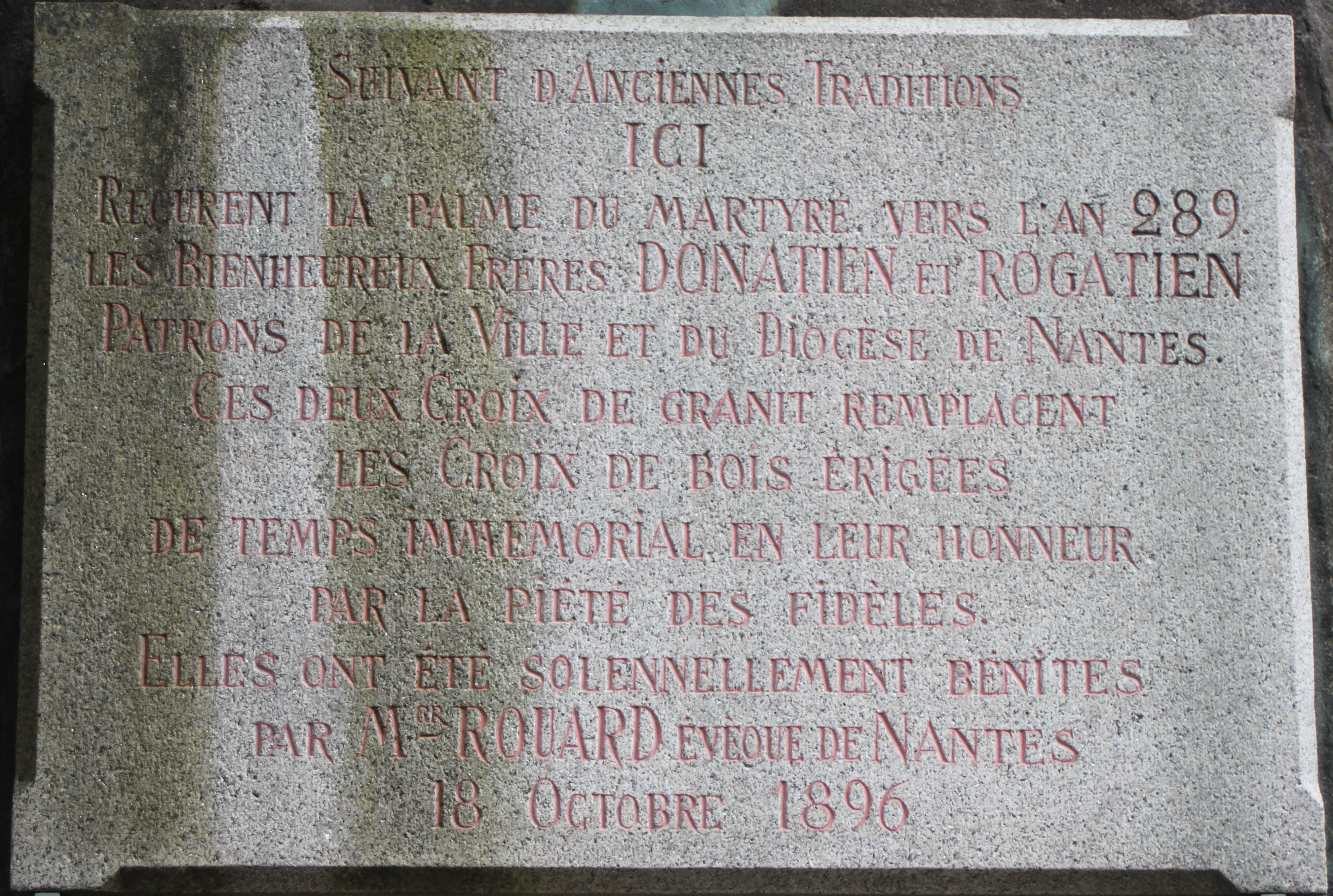
Plaque de granit du monument de la rue Dufour[18].

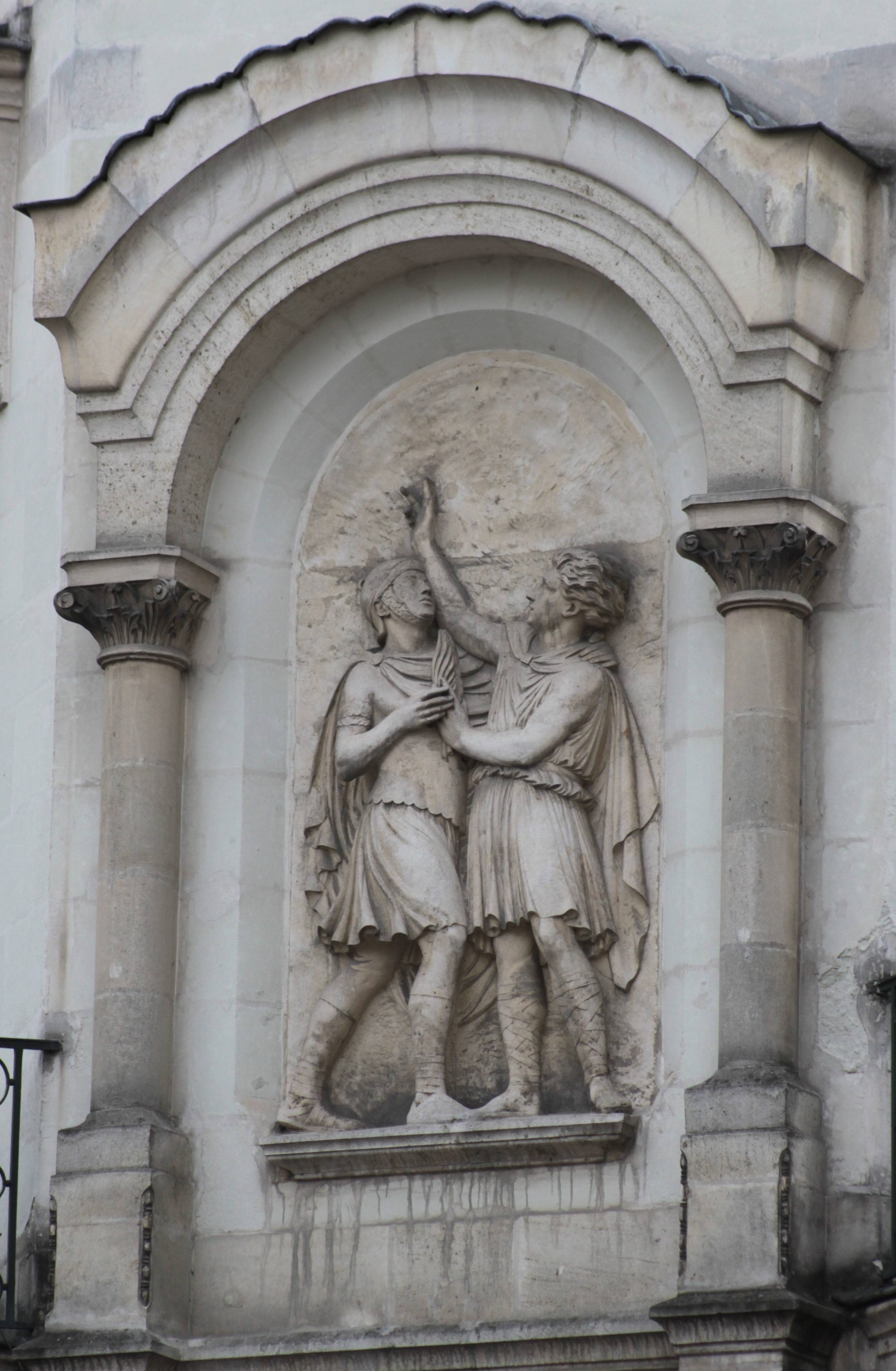
Bas-relief, angle des rues de la Barillerie et de la Paix à Nantes.
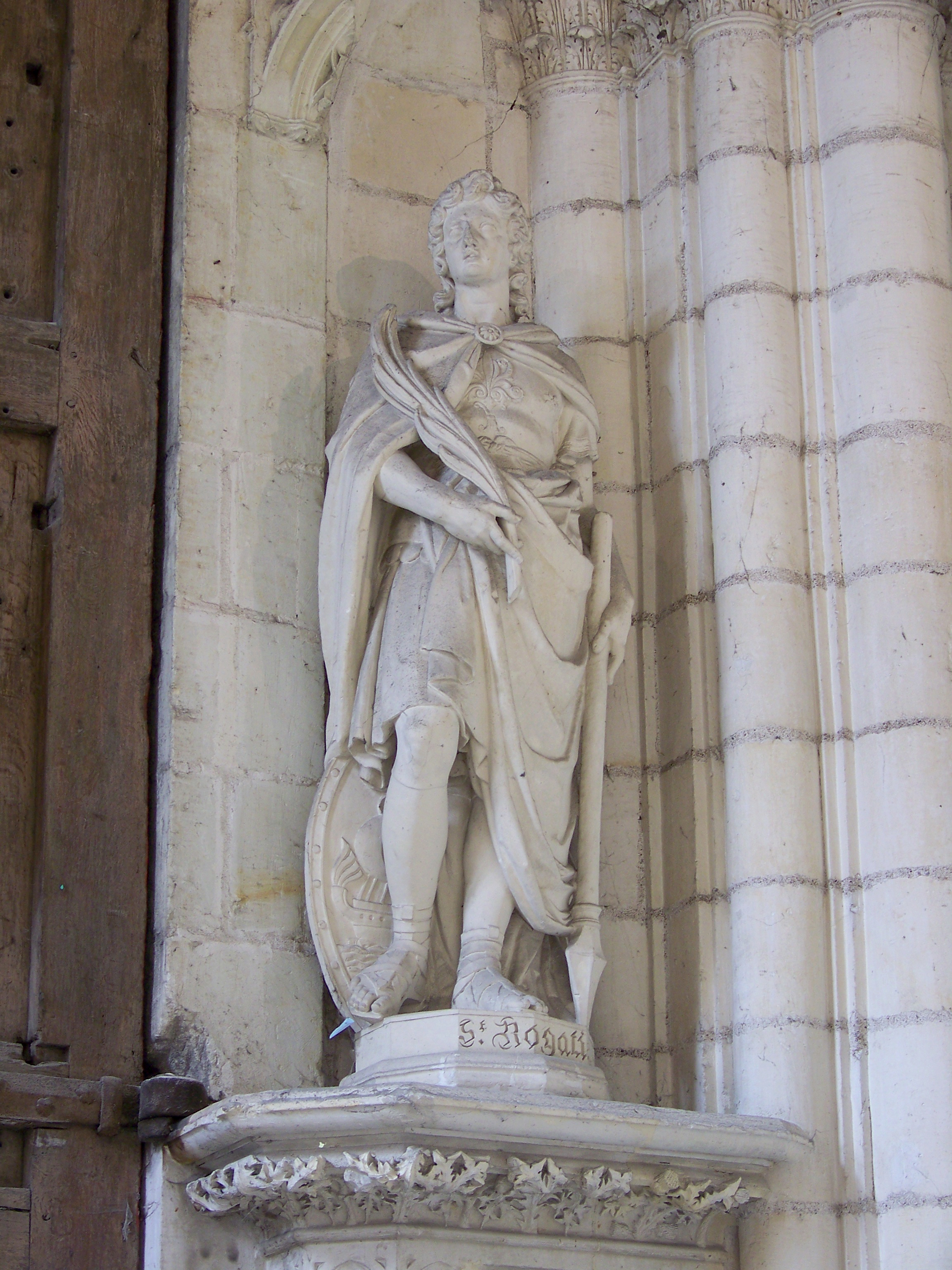
Saint Rogatien, cathédrale Saint-Pierre-et-Saint-Paul de Nantes.
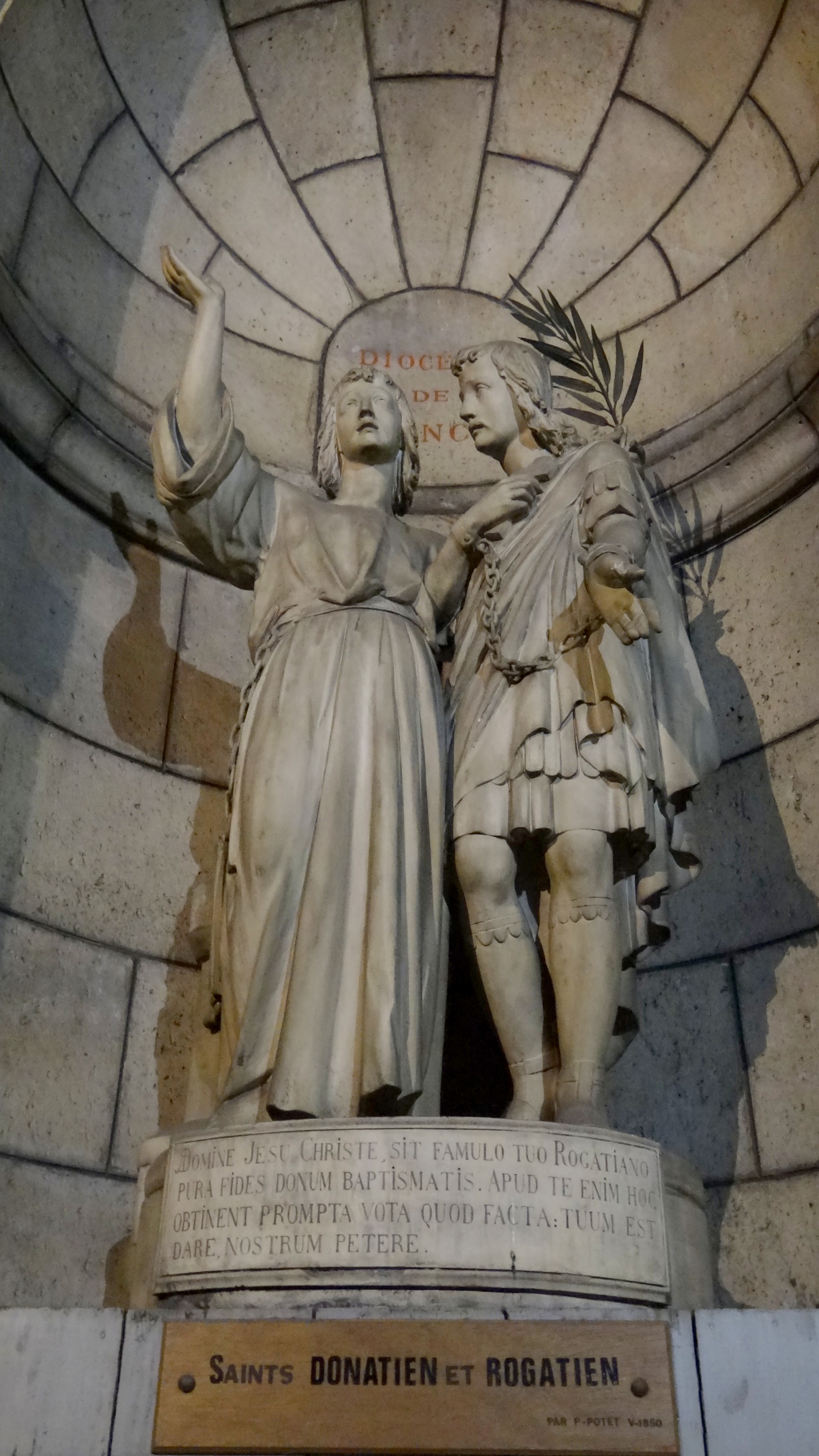
Statues par Pierre Potet (1850), crypte du Sacré-Cœur de Montmartre à Paris.
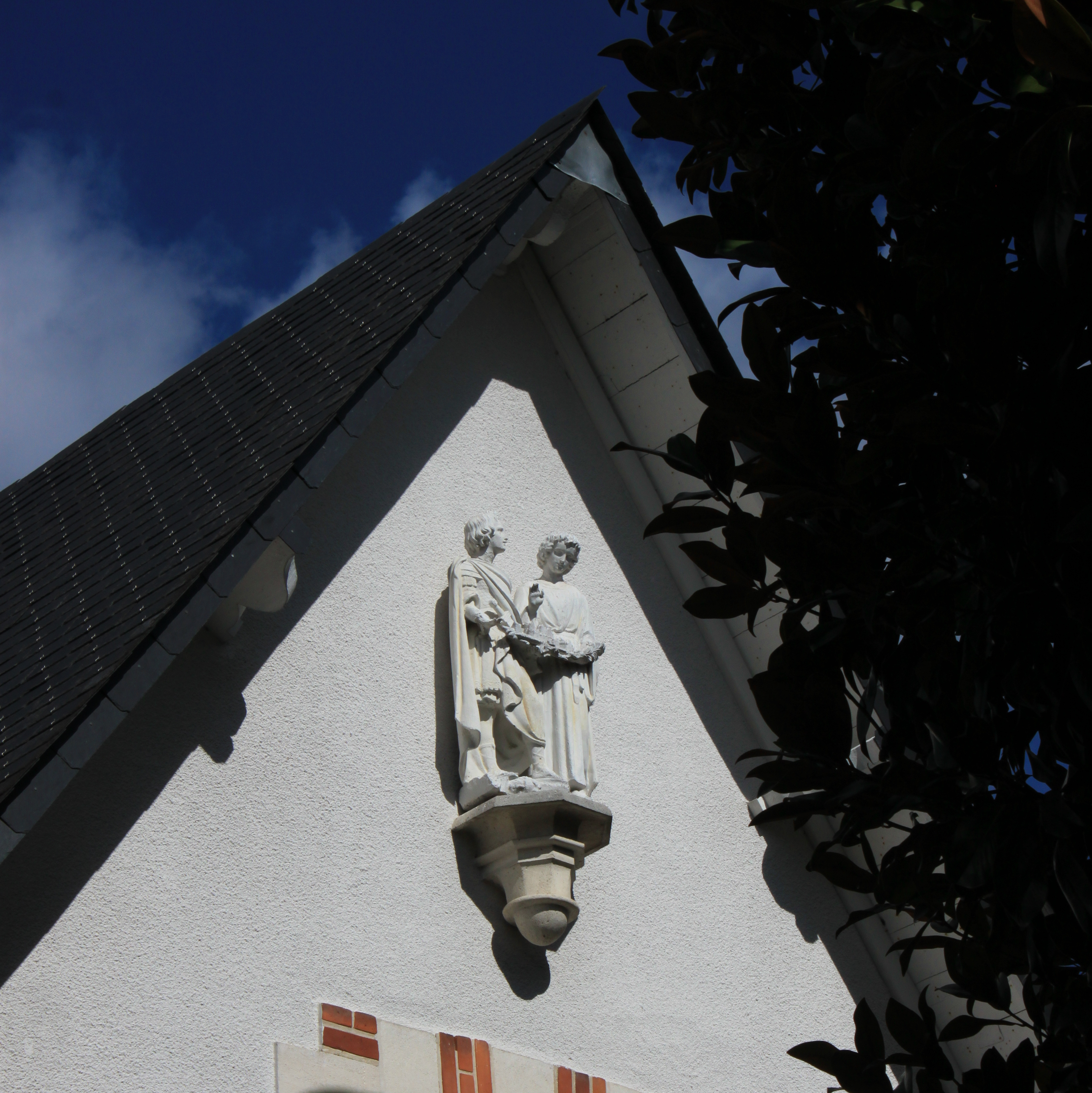
Statuettes de Donatien et Rogatien, rue du Coudray à Nantes.

## Sources
- Acta Sanctorum, tome V, 24 mai.
- Albert le Grand, Vie des saints de la Bretagne Armorique, Nantes, Pierre Doriou (réimpr. J. Salaun, Quimper, 1901) (1re éd. 1636).
- Guy Alexis Lobineau, Les Vies des saints de Bretagne et des personnes d'un éminent mérite, Paris, Mesvignon Junior, 1836-1837.
- Abbé Jarnoux, Les enfants nantais, martyrs, Nantes, Imprimerie Bourgeois, 1881.
- Abbé Delanoue, Saint Donatien et saint Rogatien de Nantes, 1904.
- Chanoine J.-B. Russon, La Passion des Enfants Nantais, 1945.